# Detenció preventiva
|  | No s'ha de confondre amb la presó o detenció provisional, una mesura judicial. |

La detenció preventiva o detenció administrativa és una mesura administrativa de restricció de la llibertat personal de molt curta durada, executada pel poder executiu, generalment uns dels cossos de la policia, i anterior a qualsevol decisió de l'autoritat judicial. Quan el terme s'ha ultrapassat, es parla de detenció il·legal, que és un acte punible.
En un estat de dret democràtic que respecta el principi de la separació de poders, aquesta mesura ha de ser excepcional, de curta durada (de 24 hores màxim fins a uns pocs dies, segons els estats) i motivada per raons majors. Passat el termini, el detingut ha de recobrar la llibertat o ser transferit a l'autoritat judicial. Sempre que hi hagi una decisió judicial independent i que siguin respectats els drets de la defensa, com per exemple la presència d'un advocat, pot ser seguida per una període de presó provisional fins al judici sobre el fons. Aquesta decisió només incumbeix al poder judicial. Segons l'article 6 de la Convenció Europea de Drets Humans, tothom té dret a un judici just en un «termini raonable» i no es pot abusar de detenció preventiva ni de presó provisional com mesures de repressió.
Un detingut pot ser alliberat sense càrrecs. Quan és alliberat amb càrrecs, pot continuar a viure normalment en «llibertat provisional», fins al judici, de vegades amb certes restriccions (interdicció de passar les fronteres de l'estat, pagament d'una fiança, interdicció de s'apropar de la residència de la víctima, interdicció de vendre certs béns, obligació de presentar-se regularment a la polícia o altres mesures conservatòries…). Aquestes condicions sempre han de ser determinades per un jutge i poden ser impugnades per la defensa. Si no es respecten les condicions, el jutge aleshores pot decidir un empresonament provisional.

## Detenció preventiva al regne d'Espanya després del 1978
Segons l'article 17 de la Constitució Espanyola de 1978, tota persona té dret a la llibertat i la seguretat. La detenció preventiva no pot en qualsevol cas ultrapassar les setanta-dues hores i es garanteix l'assistència d'un advocat. Qualsevol detenció enllà de les setanta-dues hores només pot ser decretat per l'autoritat judicial que ha de respectar els drets de la defensa del detingut. Pot ser prorrogat de 48 hores, mitjançant autorització per un jutge en cas de bandes armades o terrorisme.
Segons la llei ningú pot ser detingut, excepte als casos definits per la llei. A Espanya, qualsevol persona pot detenir
- una persona que intenta cometre un delicte, al moment mateix de passar a l'acte
- una persona agafat en flagrant delicte
- un pres que intenta fugir d'un establiment penal o durant el transport a un lloc de detenció
- un processat o condemnat que fa actes de rebel·lió[6]

A més dels anteriors, les autoritats judicials o els agents de policia tenen el dret de detenir qualsevol persona que comet un delicte amb pena superior a la presó correccional, o en cas de pena inferior, si l'autoritat o l'agent té bones raons per a suposar que la persona no es presentarà pas al judici. L'agent o l'autoritat han de tenir proves suficients de l'existència del delicte i de la participació del detingut. No es permet efectuar detencions per errors menors, excepte al cas que el detingut no tingués domicili conegut i no pugui pas pagar una fiança suficient.

## Abusos de la detenció preventiva
En règims dictatorials, ans al contrari, el poder executiu sol abusar d'aquesta mesura, per tal d'eliminar sense procés jurídic opositors polítics o dissidents temporalment o definitivament, com sol fer-se per a intimidar la població. Aquest abús va atènyer el seu auge sota el règim nazi quan el 1945 unes 714.000 persones en detenció protectiva eren empresonats als camps de concentració. És menys fàcil trobar xifres exactes de la situació a Espanya durant el franquisme. No hi havia cap burocràcia semblant a la rigorosa administració de l'Alemanya nazi el que dificulta fer la distinció entre detencions preventives arbitràries executades per la polícia, i empresonaments «legals» després de judicis sumaris, sense respectar la defensa, davant tribunals militars que actuaven en total connivència amb el poder executiu. En total, el 1940 hi havia 240.000 presos de diferents categories a Espanya, i per exemple a la Presó Model a Barcelona, d'una capacitat de mil persones, n'hi havia tretze mil, en condicions semblants als camps de concentració dels nazis.